# Асташиха (Воскресенский район)
Аста́шиха — деревня в Воскресенском районе Нижегородской области, административный центр Благовещенского сельсовета.
Располагается на правом берегу реки Ветлуги.
Новопостроенный  деревянный храм в честь иконы Божией Матери «Знамение» был освящен в память о разрушенном храме в Знаменском,но в феврале 2014 года храм полностью сгорел.

## Население
| 1999 | 2002 | 2010 |
| ---- | ---- | ---- |
| 463  | ↘367 | ↘323 |